# Ngablak (Ngablak)
Ngablak is een bestuurslaag in het regentschap Magelang van de provincie Midden-Java, Indonesië. Ngablak telt 4126 inwoners (volkstelling 2010).